# Abaré (Bahia)
Abaré, amtlich Município de Abaré, ist eine Gemeinde im Bundesstaat Bahia, Brasilien. 

## Geographie
Sie liegt rechtsseitig am Rio São Francisco, der Grenzfluss zum Bundesstaat Pernambuco ist. Durch den Ort führt die Landesstraße BA-210, die Entfernung zur Hauptstadt Salvador beträgt 550 km. Umliegende Orte sind Belém de São Francisco, Chorrochó und Curaça. 

## Geschichte
Der Munizip erhielt am 19. Juli 1962 das Selbstverwaltungsrecht.

## Stadtverwaltung
Stadtpräfekt (Bürgermeister) ist nach der Kommunalwahl 2016 für die Amtszeit 2017 bis 2020 Fernando Jose Teixeira Tolentino des Partido dos Trabalhadores (PT).

## Einwohnerentwicklung
| Jahr | Einwohner |
| ---- | --------- |
| 1991 | 11.449    |
| 1996 | 12.469    |
| 2000 | 13.648    |
| 2007 | 17.342    |
| 2010 | 17.064    |
| 2019 | 20.086    |

2010 betrug die Fläche des Territoriums 1484,868 km² und wird 2017 mit 1.604,923 km² angegeben. Sie rangiert an 201. Stelle der 417 Munizips in Bahia.